# 촬영 감독

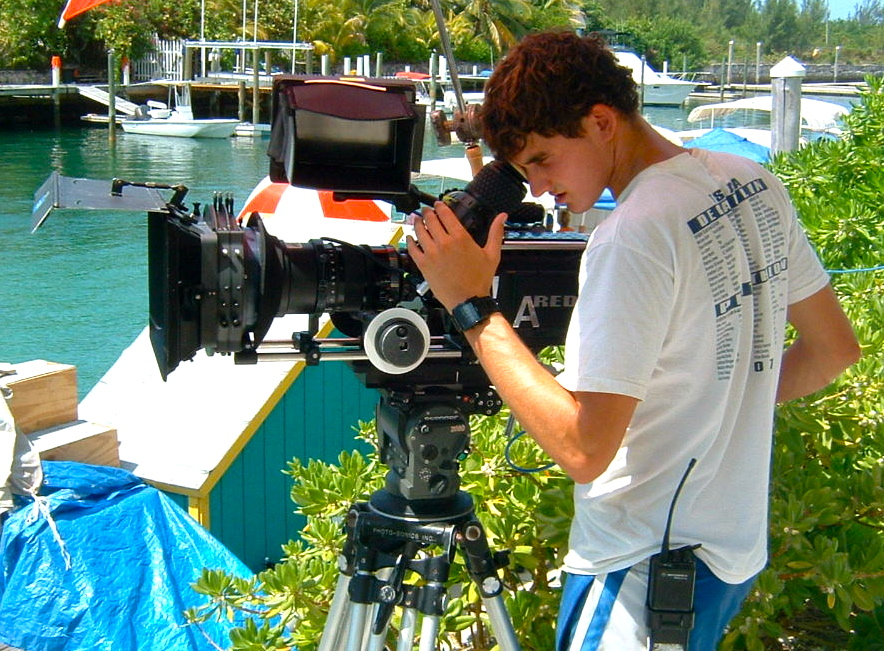
촬영 감독

촬영 감독(撮影監督, 미국: Director of photography (DP 일부 국가에서는 D.O.P.라 부르기도 한다.) 또는 Cinematographer, 영국 : Lighting Cameraman)은 영화를 제작할 때 촬영에서 모든 것을 책임지며 지도하는 사람들 말한다. 조명, 화면 구도, 카메라 선택, 필터, 카메라 위치 등의 역할을 한다. 촬영감독은 총 지도하는 사람을 말하지만, 카메라를 직접 다루는 일은 카메라 오퍼레이터가 한다. 하지만 소규모 영화 같은 경우에는 촬영 감독이 직접 찍기도 한다. 촬영 감독은 화면의 구성, 색상, 배우의 의상까지도 촬영 감독의 의견이 반영된다. 영화의 역사 초창기에는 촬영을 책임지는 사람을 카메라맨이라고 했는데 현재는 카메라맨은 다른 의미로 사용된다.

## 목록
- 빌리 비처
- D.W. 그리피스
- 존 F. 사이츠
- 존 슈워츠먼
- 제임스 웡 호우
- 칼 스트러스
- 칼 프로인트
- 스탠리 코테즈
- 그레그 톨랜드
- 레온 샴로이
- 리 가메스
- 윌리엄 프레이커
- 비토리오 스토라로
- 해스컬 웩슬러
- 스벤 니크비스트
- 고든 윌리스
- 오언 로이즈먼
- 빌모스 지그먼드
- 로만 바시야노프
- 셰이머스 맥가비

## 같이 보기
- 3차원 영화
- 시네마토그래피
- 영화 제작